# كنوت اولسون
كنوت اولسون (بالسويدية: Knut Olsson)‏ هو سياسي سويدي، ولد في 4 نوفمبر 1907، وتوفي في 13 نوفمبر 1986. حزبياً، نشط في حزب اليسار.